# Skinny Molly
Skinny Molly is een southernrockband afkomstig uit Nashville in Tennessee.

## Geschiedenis
De band werd gevormd in 2004 door zanger-gitarist Mike Estes (hij was gitarist van Lynyrd Skynyrd en Blackfoot), Dave Hlubek (gitarist en medeoprichter van Molly Hatchet) en drummer Kurt Pietro. Dave Hlubek ging terug naar Molly Hatchet in 2005 en werd vervangen door zanger-gitarist Jay Johnson (voormalig gitarist van The Rossington Band en Blackfoot). De uit Nashville afkomstige bluegrass- en Grand Ole Opry-bassist Luke Bradshaw werd de bassist van Skinny Molly in 2007. De huidige formatie toert veel door de VS en Europa.
Hun eerste album, genaamd 'No Good Deed, kwam uit in 2009. Hun tweede album; Haywire Riot volgde in 2013, bij Ruf Records.
In 2014 kwam er een nieuw album uit, genaamd: 'Here For A Good Time'. Op het album staat o.a. het nummer 'Make It Easy', waar Ed King op meespeelt. Joey Huffman (pianist van Hank Williams jr.), speelt op verschillende nummers van het album.

## Discografie

### Studioalbums
- 2009 - No Good Deed
- 2013 - Haywire Riot
- 2014 - Here For A Good Time